# آب سرد (ترانه)
«آب سرد» تک‌آهنگی از گروه موسیقی میجر لیزر به همراهی جاستین بیبر، مو است که در سال ۲۰۱۶ میلادی منتشر شد.
این تک‌آهنگ در چارت‌های کانادا، ایتالیا، والونیا، ایرلند، نروژ، فنلاند، سوئد، استرالیا، سوئیس، نیوزلند، پرتغال، اتریش، بریتانیا، در رتبه اول و در چارت‌های اسکاتلند، فرانسه، اسپانیا، دانمارک، فلاندرز، جزو ده ترانه اول قرار گرفت.